# Heteromallus piceus
Heteromallus piceus är en insektsart som beskrevs av Kjell Ernst Viktor Ander 1938. Heteromallus piceus ingår i släktet Heteromallus och familjen grottvårtbitare. Inga underarter finns listade i Catalogue of Life.